# معادلة من الدرجة الأولى

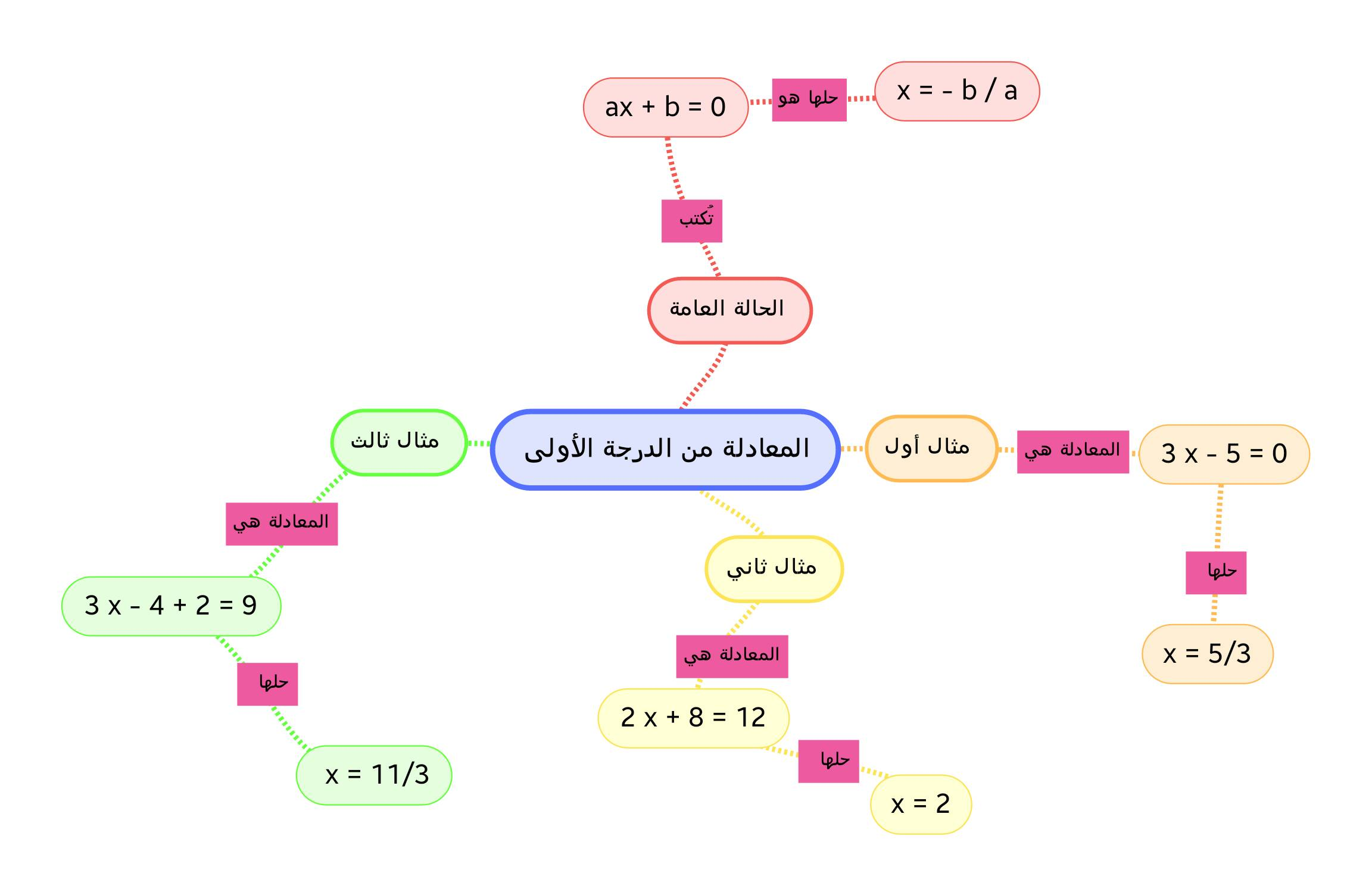
الحالة العامة للمعادلة من الدرجة الأولى مع بعض الأمثلة

المعادلة من الدرجة الأولى (First-degree equation) هي كل معادلة يكون فيها أس الأعداد المجهولة 1 فقط. فلا يوجد فيها مجاهيل بالصيغة ({\displaystyle x^{2}})، أو ({\displaystyle x^{3}})، وما شابه، فقط ({\displaystyle x}) أو ({\displaystyle y}) أو أياً كان رمز المجهول المستخدم، ذلك على غرار مشاكل التناسبية، عموما يعتبر هذا النوع من المعادلات بسيطا وسهلا نسبيا، لكن يمكن العثور على بعض الحالات المعقدة قليلا والتي تستلزم القيام بمجموعة من العمليات الجبرية.

## أمثلة لمعادلات من الدرجة الأولى
هناك عدد غير محدود من المعادلات من الدرجة الأولى، وذلك لأن هناك ما لا نهاية من الأعداد التي يمكن صياغتها بشكل معادلة من الدرجة الأولى، من الأمثلة على المعادلات من الدرجة الأولى:
- {\displaystyle 3x+5=8}
- {\displaystyle 7x+9=12x}
- {\displaystyle 9x+13x-7x+13=17x}

## تاريخ المعادلات من الدرجة الأولى
لقد بدأ حل المعادلات من الدرجة الأولى مع خوارزميات البابليين والمصريين، ثم بعد ذلك تلتها طرق تحديد المكان الخاطئ، وبعد ذلك تم العثور على طريقة للحل مباشرة من طرف العرب، لتأتي بعدها الطرق العصرية والتي تستعمل رموزا وأدوات واضحة.

## طرق الحل

### تحديد العدد الخاطئ
يطبق هذا المبدأ عندما تكون هناك تناسبية في الظاهرة، حيث تكون هناك محاولة في تحديد المكان الخاطئ ومن ثم استنتاج الحل.
لقد تم استعمال مثل هذه الطرق منذ قديم الزمان، تحديدا في عصر البابليين:
«لدي حجر، لكنني لا أستطيع تقدير كتلته، وبعدما أضفت إليه سبع وزنه، قدرت الوزن الكلي فوجدت 1 ما-نا (وحدة الكتلة). ما هي الكتلة الأصلية للحجر؟»
في هذه الحالة، يمكن إعطاء قيمة اعتباطية لا غير (العدد الخاطئ) لوزن الصخرة، على سبيل المثال 7.
هذه القيمة لا تعطى هكذا أو صدفة، بل تحسب بالطريقة البسيطة المبينة أسفله:
«إذا كانت الصخرة تزن تقريبا 7 ما-نا (وحدة الكتلة)، فسبع 7 هو 1، يعني أن الصخرة انخفضت كتلتها ب 6 ما-نا، وبالتالي فهي أكبر ب 6 مرات من القيمة المبحوث عنها (1 ما-نا)».
وحتى تنخفض كتلة الصخرة لتصل تقريبا إلى 1 ما-نا، يجب منذ البداية أخد صخرة أكبر 6 مرات، وبالتالي فالحل هو 6/7 ما-نا.
قد تبدو هذه الطريقة صعبة، فقد كانت تستعمل منذ زمن بعيد، أما طريقة حل مشكل الصخرة هذه بالطريقة العصرية فهو على الشكل التالي:
{\displaystyle x+{\frac {1}{7}}=1\rightarrow x=1-{\frac {1}{7}}}
{\displaystyle \rightarrow x={\frac {6}{7}}}
هذه الطريقة لا تعمل إلا مع بعض الأمثلة، فعلى سبيل المثال لو كانت المجاهيل في طرف المتساوية والأعداد المعلومة في الطرف الآخر، من بين المعادلات المقترحة في المقدمة، فقط الأولى هي الصالحة في مثل هذه الحالات.
هذه هي معادلة هذا المشكل، في حالة ما إذا افترضنا أن الحرف p هو وزن الصخرة:
p - p/7 = 1

### تحديد العدد الخاطئ المضاعف
يطبق مبدأ تحديد المكان الخاطئ المضاعف عندما لا تكون هناك تناسبية في الظاهرة. وهو ينبني على القيام بمحاولتين (إيجاد عددين خاطئين) ومن ثم استنتاح الحل الصحيح (أو الفرضية الصحيحة)، ومن الأفضل القيام باقتراح قوي (صحيح) وآخر ضعيف (نسبيا غير صحيح).
مثال: في قطيع من الأبقار، إذا تم تغيير ثلث هذه المواشي ب 17 بقرة، فإن عدد الأبقار الإجمالي سيكون 41. كم هو عدد الأبقار الحقيقي؟
- الفرضية الأولى الضعيفة:

نأخد 24 بقرة، بعد ذلك نحذف منها الثلث ليصبح عدد الأبقار 16 فقط. ثم نضيف 17 بقرة للقطيع فيكون الناتج هو 33 بقرة، وبالتالي هو أصغر ب 8 بقرات من القيمة التي نود الحصول عليها (41 بقرة).
- الفرضية الثانية القوية:

نأخد 45 بقرة، بعد ذلك نحذف منها الثلث ليصبح عدد الأبقار 30 فقط، ثم نضيف 17 بقرة للقطيع فيكون الناتج هو 47 بقرة، وبالتالي هو أكبر ب 6 بقرات من العدد المرجو (41 بقرة)
إذن العدد الحقيقي للأبقار هو متوسط الفرضيتين مع أخطاء التقدير المرتكبة:
{\displaystyle {\frac {24\times 6+45\times 8}{6+8}}=36}

#### الشرح الرياضي
هذه محاولة للشرح دون القيام بحسابات جبرية.
في هذه الإشكالية، ليست هناك تناسبية بين عدد البقرات في البداية وعدد البقرات عند الوصول (في النهاية)، ولكن هناك دوما تناسبية ما بين عدد الأبقار المضافة في البداية وعدد الأبقار المحصل عليها في النهاية:
- إذا أخدنا في البداية 3 بقرات، نحصل في النهاية على 19.
- إذا أخدنا في البداية 24 بقرة (أكثر ب 21 من الشرط الأول)، ففي النهاية سنحصل على 33 بقرة (14 إضافية)
- إذا أخدنا في البداية 45 بقرة (أكثر ب 42 مرة من الشرط الأول)، ففي النهاية سنحصل على 47 بقرة (28 إضافية)

وبالتالي من الممكن بناء وتخطيط جدول التناسبية:
| المكان        | الانطلاق | الوصول |
| العدد الحقيقي | ?        | 8      |
| العدد الخاطئ  | 45 - 24  | 14     |

الطريقة الثلاثية تعطي الناتج التالي:
{\displaystyle {\frac {8\times (45-24)}{14}}}
مما يعني أن العدد الكلي للأبقار هو:
{\displaystyle {\frac {8\times 45+6\times 24}{14}}}
كما يمكن استعمال طرق هندية وصينية قادرة على تطبيق هذه الطريقة بدون الحاجة إلى الجبر، هذا بالإضافة إلى استعمال الكتابة الجبرية البسيطة لحل هذه المعادلة:
يتعلق الأمر بحل المعادلة من الدرجة الأولى التالية:
x - x/3 + 17 = 41
هذه المعادلة هي بكل تأكيد مساوية ل:
{\displaystyle {\frac {2x}{3}}+17=41}
{\displaystyle {\frac {2x}{3}}=24} تم القيام بحذف 17 من طرفي المتساوية
{\displaystyle x=24\times {\frac {3}{2}}=36} "تم ضرب العددين في 3/2
وبالتالي فالعدد الأولي للأبقار هو 36.

## خلاصة عامة
يمكن تعميم كتابة المعادلات من الدرجة الأولى في المعادلة التالية:
وبالتالي هناك 3 حالات رئيسية:
- إذا كانت {\displaystyle a\neq 0} فإن حل المعادلة ax = b هو: {\displaystyle x={\frac {b}{a}}}
- إذا كانت {\displaystyle a=0} و {\displaystyle b\neq 0} فإن تساوي الطرفين في هذه الحالة لا يمكن، وبالتالي فالمعادلة لا تقبل أي حل (مستحيلة الحل)، إذن فإن مجموعة التعريف فارغة.
- إذا كانت {\displaystyle a=0} و {\displaystyle b=0} فإن التساوي ممكن في هذه الحالة، وبالتالي فإن المعادلة تقبل أي حل (للمعادلة عدد غير منتهي من الحلول)، إذن مجموعة التعريف هي كل الأعداد التي تنتمي لمجموعة المعادلة.

كما تكتب المعادلة من الدرجة الأولى على شكل 
في هذه الحالة، فإن المعادلة تقبل حلا وحيدا وهو:
{\displaystyle -{\frac {b}{a}}}
إذا وفقط إذا كان
{\displaystyle a\neq 0}

## بعض الأمثلة
1) حجز كل كرسي في عرضٍ يبلغ 12 دولاراً، المجموعة دفعت 156 دولاراً. كم من شخص في المجموعة؟
المعادلة هي:
12x = 156
حيث أن x يمثل عدد الأشخاص في المجموعة، ومنه:
{\displaystyle x={\frac {156}{12}}=13}
إذن هناك 13 شخصا في المجموعة.
2) حجز كل كرسي في هذا العرض يبلغ 12 دولاراً، المجموعة دفعت 206 دولاراً، كم من شخص في المجموعة؟
علما أن الحل سيكون في مجموعة الأعداد الطبيعية الموجبة:
المعادلة هي
12x = 206
حيث أن x يمثل عدد أعضاء المجموعة، ومنه:
{\displaystyle x={\frac {206}{12}}=17,166}
هذا العدد ليس طبيعيا، وبالتالي المعادلة لا تقبل أي حل.
3) نبحث عن حل المعادلة
(2x - 2 = 5x - (5 + x
في R.
قوانين الجمع والفرق تدل على أن هذه المعادلة مساوية للمعادلات التالية:
{\displaystyle 2x-2=4x-5}
{\displaystyle 2x+3=4x} تمت إضافة 5 في طرفي المعادلة
{\displaystyle 3=2x} تم حذف 2x من طرفي المعادلة
{\displaystyle 2x=3} التساوي يمكن أن يكون في الطرفين
{\displaystyle x=3/2} هذا هو الحل الذي على شكل b/a والمذكور في الحالة العامة
حل المعادلة إذن هو {\displaystyle x={\frac {3}{2}}}
4) ليكن لدينا مثلثاً قياس زواياه:
- A=5x+8
- B=4x+7
- C=2x

أوجد قياس زوايا المثلث.
الزوايا الثلاث تمثل معادلات من الدرجة الأولى. كل ما علينا معرفته هو أن مجموع زوايا المثلث تساوي 180 درجة وبالتالي فإن مجموع المعادلات الثلاث تساوي 180. وبجمع المعادلات تنتج لدينا معادلة جديدة من الدرجة الأولى أيضاً يمكن حلها بسهولة بالاختصار والعزل.
{\displaystyle A+B+C=180}
{\displaystyle (5x+8)+(4x+7)+(2x)=180}
{\displaystyle 11x+8+7=180}
{\displaystyle x=15}

## في حالة التناسبية
المعادلات من شكل {\displaystyle {\frac {x}{a}}=b}
أو {\displaystyle {\frac {a}{x}}=b}
هي حالات معروفة خاصة بالتناسبية. فحل المعادلة الأولى هو {\displaystyle x=a\times b}
حيث أن "a" غير منعدم.
أما حل المعادلة الثانية فهو {\displaystyle x={\frac {a}{b}}}
بشرط أن يكون كل من "{\displaystyle a}" و "{\displaystyle b}" غير منعدم.